# If You're Feeling Sinister
If You're Feeling Sinister (1996) és el segon àlbum de la banda de pop escocesa Belle & Sebastian, publicat per la discogràfica independent Jeepster Records.

## Cançons
Totes les cançons escrites per Stuart Murdoch
1. "Stars of Track and Field" - 4:48
2. "Seeing Other People" - 3:48
3. "Me and the Major" - 3:51
4. "Like Dylan in the Movies" - 4:14
5. "Fox in the Snow" - 4:11
6. "Get Me Away From Here" - 3:25
7. "If You're Feeling Sinister" - 5:21
8. "Mayfly" - 3:42
9. "The Boy Done Wrong Again" - 4:17
10. "Judy and the Dream of Horses" - 3:40

## Formació en el moment de la gravació
- Stuart Murdoch - Veu, Guitarra
- Stuart David - Baix
- Isobel Campbell - Violoncel
- Chris Geddes - Teclats, piano
- Richard Colburn - Bateria
- Stevie Jackson - Guitarra
- Sarah Martin - Violí
- Mick Cooke - Trompeta